# الحاضرة (صحيفة)
الحاضرة هي أول جريدة غير رسمية تصدر بالبلاد التونسية بعد الاحتلال الفرنسي، وقذ صدر عددها يوم 12 أوت 1888. واستمرت إلى عام 1911.وهي جريدة أسبوعية سياسية أدبية، كانت لسان حال الحركة الإصلاحية ومن مؤسسيها ومحرريها الشيخ سالم بوحاجب وعلي بوشوشة ومحمد السنوسي ومحمد القروي...
- كانت هذه الجريدة معتدلة ومهادنة للسلطات حيث أنها وجدت تأييدا من قبل السلطات الفرنسية بتونس.
- أثارت جريدة الحاضرة على أعمدتها العديد من القضايا كاستعمار الأراضي والصناعات المحلية والمنافسة الأجنبية والنظام الجبائي والقضائي والإداري. وكانت تدعو إلى الاقتداء بالتجارب الأوروبية.

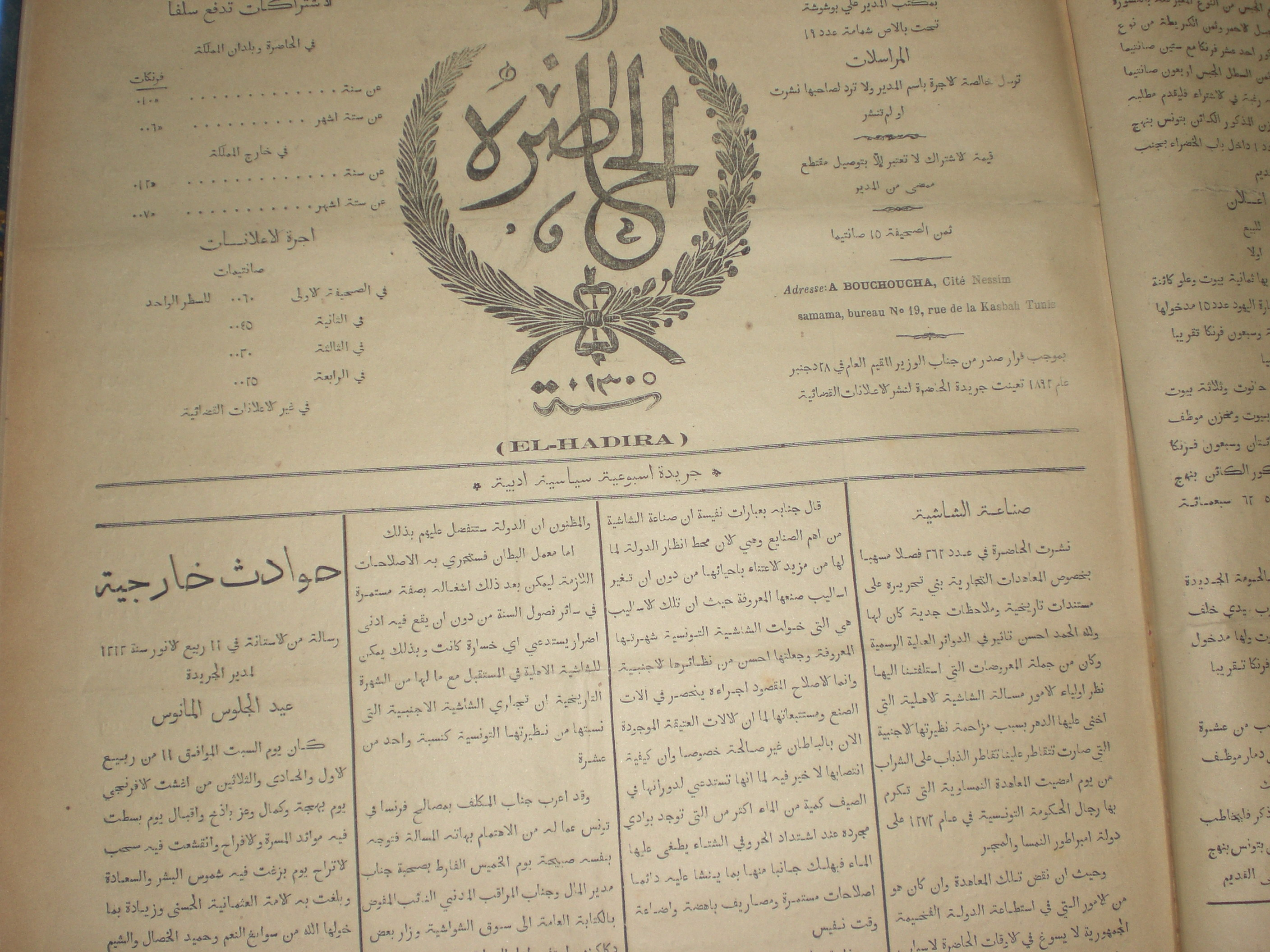
عدد قديم من جريدة الحاضرة

1. 1 2 3 4 5 6  وصلة مرجع: https://projectjaraid.github.io.
2. 1 2 3 4  مذكور في: تاريخ الصحافة العربية. المُؤَلِّف: فيليب دي طرازي. الناشر: المطبعة الأدبية. لغة العمل أو لغة الاسم: العربية. تاريخ النشر: 1913.
3. 1 2  مذكور في: تاريخ الصحافة العربية. المُؤَلِّف: فيليب دي طرازي. الناشر: المطبعة الأدبية. لغة العمل أو لغة الاسم: العربية. تاريخ النشر: 1913.